# Liga výjimečných (film)
Liga výjimečných (v anglickém originále The League of Extraordinary Gentlemen) je britsko-německo-americký akční film z roku 2003, který natočil Stephen Norrington volně na motivy stejnojmenného komiksu od Alana Moora a Kevina O'Neilla. Snímek zasazený do konce 19. století je zaměřen na skupinu superhrdinů viktoriánského období tvořenou postavami klasické literatury, jejichž autory jsou Jules Verne, H. G. Wells, Bram Stoker, Arthur Conan Doyle, H. Rider Haggard, Ian Fleming, Herman Melville, Oscar Wilde, Robert Louis Stevenson, Edgar Allan Poe, Gaston Leroux a Mark Twain. Film byl natáčen v Maďarsku, na Maltě a v Česku. Do amerických kin byl snímek, jehož rozpočet činil 78 milionů dolarů, uveden 11. července 2003, přičemž celosvětově utržil 179,3 milionů dolarů.

## Příběh
Záhadný Fantom zaútočí v roce 1899 dosud nevídanými zbraněmi v Londýně i v Berlíně, přičemž Británie a Německo se vzájemně obviňují z útoků a Evropa je na pokraji války. Pouze Liga výjimečných, kterou svolá M, může zastavit blížící se konflikt a vypátrat Fantoma. Nejprve však musí přesvědčit svébytné hrdiny, aby si důvěřovali a spolupracovali.

## Obsazení
- Sean Connery jako Allan Quatermain
- Shane West jako Tom Sawyer
- Stuart Townsend jako Dorian Gray
- Richard Roxburgh jako M / profesor Moriarty
- Peta Wilson jako Mina Harkerová
- Tony Curran jako Rodney Skinner
- Jason Flemyng jako doktor Henry Jekyll / pan Edward Hyde
- Naseeruddin Shah jako kapitán Nemo
- David Hemmings jako Nigel
- Max Ryan jako Dante